# Livonia (Missouri)
Livonia – wieś w Stanach Zjednoczonych, w stanie Missouri, w hrabstwie Putnam.